# Berufsgemeinschaft der Laienkatecheten der Erzdiözese Wien

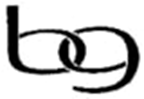
Das Logo der BG Wien

Die Berufsgemeinschaft der Laienkatecheten (Religionslehrer) der Erzdiözese Wien (kurz: BG Wien/NÖ) wurde 1962 von Kardinal König mit dem Ziel, die Laien-Katecheten zu betreuen, gegründet.
Die BG ist ein unabhängiger Verein kirchlichen Rechts und seinen Mitgliedern und dem jeweiligen Erzbischof von Wien verantwortlich. Sie ist die vom Erzbischof errichtete einzige Berufsgemeinschaft in der Erzdiözese Wien, der jeder Religionslehrer aufgrund der erhaltenen missio canonica angehört.
Zur Dotierung der laufenden Geschäfte hebt die BG einen Jahresmitgliedsbeitrag ein (zurzeit 12 Euro). Die Höhe des Beitrags legt die Generalversammlung fest. Die Aufzeichnung über die Finanzgebarung führt die/der Kassierer.

## Die Aufgaben der BG und deren Wahrnehmung
- Information, Beratung und Förderung der Kommunikation der RL
- Persönliche Gespräche
- BG Veranstaltungen für Gruppenräte, Vertrauenslehrer und engagierte Kollegen
- Infos auf Inspektions–Konferenzen
- Dienstrechtliche Veranstaltungen
- Infoveranstaltungen für Studenten der KPH Wien
- Infos durch Medien: per E–Mail, auf der BG - Homepage http://www.bgwien.at, auf der BG-Seite in den Schulamtsmitteilungen „von uns für Sie“, regelmäßige Informationen mittels der 2× jährlich erscheinenden BG-Zeitung „brennglas“
- Hilfestellung bei der Bildung von regionalen oder schulartspezifischen Gruppen von RL und bei der Bildung von Arbeitsgemeinschaften
- Förderung der Spiritualität
- Angebot von BG-Gottesdiensten, z. B. Gestaltung der Bischofsmesse für RL im Dom, Messen im Schuljahr
- Einkehrtage, Kurzexerzitien
- Beicht- und Aussprachemöglichkeiten
- Vertretung und Wahrung der Interessen der RL gegenüber dem Schulamt und den Fachinspektorinnen und Fachinspektoren
- Beistellung von erfahrenen RL oder anderen geeigneten Personen als Vertrauenslehrer (z. B. „Interventionen“ im Schulamt bzw. bei den FI)
- Mitsprache bei Vertraglichstellungen
- Kontakte mit Amtsträgern und Institutionen im Interesse der RL oder des Religionsunterrichtes (z. B. Jour fixe im Schulamt)
- Periodische Kontakte mit dem Direktor des Instituts für Fort- und Weiterbildung
- Empfehlung bei der Bestellung von RL in besondere Funktionen (z. B. Fachinspektoren)
- Erstellung von Vorschlägen für die Wahl oder Nominierung von Religionslehrern in Institutionen oder Gremien, denen Religionslehrer anzugehören  haben (z. B. Disziplinar- und Leistungsfeststellungskommissionen)
- Delegierung in diözesane und interdiözesane Gremien für religionspäd. Bereiche (z. B. Lehrbuchkonferenzen, Interdiözesane BG)
- Mitsorge um die Fort- und Weiterbildung in Zusammenarbeit mit der KPH Wien, dem Institut für Fort- und Weiterbildung, dem Schulamt und anderen Fort- und Weiterbildungseinrichtungen
- Mitsorge um die Ressourcen- und Qualitätssicherung des Religionsunterrichts und das Ansehen der RL

## Die Struktur der BG
Die BG - Wien/NÖ wird aus der Gesamtheit aller Mitglieder gebildet.
Die Generalversammlung:
- findet alle drei Jahre statt
- umfasst alle Mitglieder
- Wahl der/des Vorsitzenden und Vors. Stv.
- Rechenschaftsbericht
- Festsetzung des Mitgliedsbeitrags

Vorsitz
- Die/Der Vorsitzende vertritt die BG nach außen und führt die Geschäfte. Sie/Er wird aus dem Kreis der Mitglieder des Gruppenrates auf die Dauer von 3 Jahren durch die Generalversammlung gewählt.
- Derzeitiger Vorsitzender: Peter Müller, BEd
- Die/Der Stellvertreter(in) der/des Vorsitzenden vertritt die/den Vorsitzende(n) im Falle der Verhinderung.
- Derzeitige Stellvertreterin des Vorsitzenden: Martina Kukla, BEd BA MA

Gruppenrat
- Leitungsgremium der BG

- Zusammensetzung: Die Mitgliederzahl aus dem Bereich APS und Höhere Schulen soll das Verhältnis der in den beiden Bereichen tätigen RL widerspiegeln. Jede Schulart soll mit mindestens zwei Mitgliedern vertreten sein.

- Aufgaben: Er bespricht und beurteilt RL und RU relevante Themen, hält Kontakt zu allen Gremien, die die RL und deren Tätigkeiten betreffen, interveniert bei Problemen, die die RL und den RU betreffen, bei den zuständigen Stellen (v. a. im innerkirchlichen Bereich), entsendet Mitglieder in die Leistungsfeststellungs- und Disziplinarkommission und deren Oberkommissionen, beschließt soziale Unterstützung einzelner RL, unterstützt den Vorsitzenden und seinen Stellvertreter bei der Wahrnehmung ihrer Aufgaben, betraut auf  Antrag der/des Vorsitzenden einzelne Mitglieder des GR mit besonderen Aufgaben, z. B. Kassier und Schriftführer, muss vom Vorsitzenden und seinem Stellvertreter Arbeitsberichte vorgelegt bekommen, bereitet die Generalversammlung vor und entscheidet nach Beratung durch Beschlussfassung mit einfacher Mehrheit.

- Der Gruppenrat hat Johannes Idinger zum Konsulent für Dienst- und Besoldungsrecht ernannt.